# KF Flamurtari Priștina
KF Flamurtari  este un club de fotbal din Kosovo in Superliga (Kosovo).

## Lotul actual de jucători
| Nr. |        | Poziție | Jucător           |
| --- | ------ | ------- | ----------------- |
|     | Kosovo | P       | Naser Prapashtica |
|     | Kosovo | P       | Burim Fejza       |
|     | Kosovo | F       | B. Kllokoqi       |
|     | Kosovo | F       | Lekë Pula         |
|     | Kosovo | F       | Bekim Isufi       |
|     | Kosovo | F       | Besim Slishani    |
|     | Kosovo | F       | Orhan Krasniqi    |
|     | Kosovo | M       | Visar Zogiani     |
|     | Kosovo | F       | Ngadhnjim Ademi   |

| Nr. |        | Poziție | Jucător          |
| --- | ------ | ------- | ---------------- |
|     | Kosovo | F       | Genc Shabanaj    |
|     | Kosovo | F       | Arbnor Guci      |
|     | Kosovo | M       | Faton Zejnullahu |
|     | Kosovo | M       | Lorik Sylejmani  |
|     | Kosovo | A       | Arton Gashi      |
|     | Kosovo | A       | Qendrim Sejdiu   |
|     | Kosovo | M       | Artan Hajdari    |
|     | Kosovo | M       | Shemsi Osmani    |
|     | Kosovo | A       | Adonis Shaqiri   |

## Jucători notabili
- Fevzi Rama
- Ramiz Krasniqi
- Fazli Hajdari
- Ali Osmani
- Agim Hasani
- Fatos Ademi
- Armir Grima
- Ismet Munishi
- Enver Prapashtica
- Ilir Shuleta
- Gezim Sveqla
- Arsim Plepolli
- Driton Syla
- Bujar Lushaku
- Azem Ahmeti
- Habib krasniqi
- Edi Martini
- Perparim Buzaku
- Okeke Martins Ikenna

## Antrenori notabili
- Luan Prekazi
- Ilaz Sina
- Bylbyl Sokoli
- Abaz Kosumi
- Shefqet Sinani
- Ramiz Krasniqi
- Avdyl Bellopoja
- Agim Hasani
- Jusuf Tortoshi
- Fazli Hajdari